# Miká Heming
Miká Heming (* 6. April 2000 in Ahaus) ist ein deutscher Radrennfahrer.

## Sportlicher Werdegang
Mit dem Wechsel in die U23 wurde Heming zur Saison 2019 Mitglied im deutschen UCI Continental Team Dauner-AKKON. Bereits nach einem Jahr wechselte er zum Team Maloja Pushbikers. Für das Team gewann er 2020 die Bergwertung der Rundfahrt Belgrad-Banja Luka.
Zur Saison 2022 wechselte Heming zum tschechischen Continental Team ATT Investments, um zusammen mit seiner tschechischen Freundin in Prag leben zu können. Im März 2022 erzielte er auf der letzten Etappe der Rhodos-Rundfahrt seinen ersten Erfolg bei einem UCI-Rennen. Im Laufe des Jahres gewann er eine Etappe des Carpathian Couriers Race, bei dem er Gesamtsechster wurde, wurde Gesamtdritter des Flèche du Sud, Gesamtdritter der Baltic Chain Tour und gewann die Nachwuchswertung von Turul Romaniei.
Anschließend erhielt Heming einen Vertrag ab 2023 bei Tudor Pro Cycling, das als UCI ProTeam lizenziert wurde. Sein bisher bestes Ergebnis erzielte er als Neunter bei Veenendaal–Veenendaal Classic 2024.

## Erfolge
2020
- Bergwertung Belgrad-Banja Luka

2022
- eine Etappe Rhodos-Rundfahrt
- eine Etappe Carpathian Couriers Race
- Nachwuchswertung Turul Romaniei